# Александровка (Бедеєво-Полянська сільська рада)
Алекса́ндровка (рос. Александровка, башк. Александровка) — присілок у складі Благовіщенського району Башкортостану, Росія. Входить до складу Бедеєво-Полянської сільської ради.
Населення — 171 особа (2010; 194 в 2002).
Національний склад:
- росіяни — 79 %